# Francisco Olmos Hernández
Francisco Olmos Hernández (nacido en Valencia el 10 de julio de 1970) es un entrenador de baloncesto español que actualmente dirige a los Halcones de Xalapa.

## Trayectoria
Desde sus inicios estuvo vinculado con el Valencia Basket, ocupando cargos técnicos en las categorías inferiores y en el primer equipo. Fue el primer técnico de la cantera del entonces llamado Pamesa Valencia, en llegar a la Final del Campeonato de España Júnior, aunque la perdió contra el Real Madrid en Huesca; en la plantilla Júnior se encontraban entre otros Rubén Burgos, Federic Castelló, José Miguel González, y otros jugadores valencianos.
Abandona el club en la temporada 96-97 para curtirse como entrenador principal en diferentes clubes de categorías inferiores. 
Es en la temporada 2002-2003 en la que regresa, por sorpresa, a Valencia para dirigir a un equipo de primerísimo nivel que contaba con figuras como Nacho Rodilla, Víctor Luengo, Alejandro Montecchia, Alessandro Abbio, Bernard Hopkins, Dejan Tomašević o Fabricio Oberto. Con este conjunto consigue alzarse con la primera edición de la ULEB Cup, disipando las dudas que sobre él se cernían como entrenador principal en ACB. Además, alcanza la final de la liga ACB, por primera vez en la historia del Valencia Basket, en la que caerá frente al FC Barcelona.
La temporada 2003-2004 dirige al equipo en su primera campaña en la Euroliga, alcanzando el TOP16 y quedándose a las puertas de la siguiente fase. En la ACB no consigue eliminar a su rival en los cuartos de final. Pese a tener contrato con el club, desavenencias con el propietario, Juan Roig, provocan su destitución.
En 2006 ficha por el Club Melilla Baloncesto durante la presidencia de Díaz Corvera después de una mala temporada en Aguas de Calpe. En las dos primeras temporadas los resultados son discretos. 
Es en la 2008-2009 cuando logra clasificar al equipo para jugar la final de la Copa Príncipe y la final de los play-off de ascenso a la ACB, perdiendo en un disputado partido con el Lucentum Alicante. Durante el siguiente verano se desvincula unilateralmente del equipo tras haber llegado a un acuerdo con el Vive Menorca.
Olmos, con una dilatada experiencia en la Adecco Oro en Inca, Huelva, Los Barrios, Calpe... consiguió sus mayores réditos con Melilla Baloncesto con el que llegó a ser Subcampeón de Copa y finalista en la lucha por disputar la máxima categoría del baloncesto nacional y con Menorca Basquet con el que retornó a dirigir en la liga ACB tras conseguir el ascenso en los despachos. Asimismo fue seleccionador sub-20.
La temporada 2010-2011 vuelve a Valencia, esta vez como entrenador del Menorca Basket. Aquí sella la paz con Juan Roig dejándose una puerta abierta para un futuro regreso a la que fue su casa. 
En mayo de 2011 y tras la no continuidad de Svetislav Pešić como entrenador de los valencianos, su nombre salta a la palestra como el de posible entrenador del Valencia Basket. El 6 de junio de 2011 el Valencia Basket confirma la vuelta del entrenador valenciano a los banquillos con un contrato de 1 año fijo y 2 opcionales. Es destituido el 22 de enero de 2012, tras no clasificar al equipo para la disputa de la Copa del Rey.
En enero de 2013 el entrenador español se marcha a Puerto Rico para hacerse cargo de Cangrejeros de Santurce de la Baloncesto Superior Nacional.
El 18 de julio de 2013 es nombrado entrenador nacional de la selección adulta de baloncesto de Puerto Rico para conformar la plantilla que participará en el torneo clasificatorio "Pre-Mundial" F.I.B.A. a celebrarse en Caracas, Venezuela a partir del 30 de agosto de 2013.
El 16 de julio de 2021, firma por el Club Baloncesto Breogán de la Liga Endesa.
Sin embargo, el 9 de enero de 2022 se hace oficial que deja el equipo lucense poco antes de jugar la Copa ACB. Al día siguiente, el 10 de enero de 2022, se hace oficial la contratación del técnico por el Hereda San Pablo Burgos de la Liga Endesa.
En la temporada 2022-23, continúa en el conjunto burgalés para dirigirlo en Liga LEB Oro.

## Clubs
- Categorías inferiores. Pamesa Valencia.
- 1994-95: Pamesa Valencia. ACB. Entrenador ayudante de Manu Moreno.
- 1995-97: Pamesa Valencia. Categorías inferiores.
- 1997-99: CB Calpe. EBA.
- 1999-00: Ciudad de Inca. LEB.
- 2000-01: Ciudad de Huelva. LEB.
- 2001-02: Villa de Los Barrios. LEB.
- 2002-04: Valencia Basket Club. ACB.
- 2005-06: CB Calpe. LEB.
- 2006-09: Club Melilla Baloncesto. LEB.
- 2009-11: Menorca Bàsquet. LEB y ACB.
- 2011-12: Valencia Basket Club. ACB
- 2013-15: Cangrejeros de Santurce.
- 2013-14: Selección de baloncesto de Puerto Rico.
- 2015-16: Atenienses de Manatí.
- 2015-16: Jefes Fuerza Lagunera.
- 2016:    Vaqueros de Bayamón.
- 2016-21: Fuerza Regia de Monterrey.
- 2021-22: Club Baloncesto Breogán ACB
- 2022: Hereda San Pablo Burgos. ACB y LEB
- 2023-Act. Halcones de Xalapa.

## Palmarés
- 1997-98. Calpe. EBA. Ascenso a LEB
- 2002-03. Pamesa Valencia. ACB. Subcampeón
- 2002-03. Pamesa Valencia. ULEB Cup. Campeón
- 2008-09. Melilla Baloncesto. Copa Príncipe. Subcampeón
- 2009-10. ViveMenorca. LEB Oro. Campeón del Playoff y ascenso
- 2009-10. ViveMenorca. Copa Príncipe. Subcampeón
- 2013. Puerto Rico. Torneo de las Américas, en Caracas (Venezuela). Bronce
- 2014. Puerto Rico. Centrobasket, en Nayarit (México). Plata
- 2016-17. Fuerza Regia de Monterrey. LNBP. Campeón
- 2018-19. Fuerza Regia de Monterrey. LNBP. Campeón
- 2020. Fuerza Regia de Monterrey. LNBP. Campeón